# إدوارد أورد
إدوارد أورد (بالإنجليزية: Edward Ord)‏ (و. 1818 – 1883 م) هو ضابط، ومهندس معماري أمريكي، ولد في كمبرلاند، ويحمل رتبة عسكرية لواء، توفي في هافانا، عن عمر يناهز 65 عاماً، بسبب حمى صفراء.

## التعليم
تعلم في الأكاديمية العسكرية الأمريكية
.

## الخدمة العسكرية
خدم في جيش الاتحاد، وخدم في القوات البرية للولايات المتحدة.